# Джерела енергії зварювального струму
Як джерела енергії зварювального струму можуть застосовуватися:
- джерела постійного струму — зварювальні генератори або напівпровідникові випрямні установки;
- джерела змінного струму — зварювальні трансформатори.

Джерела живлення зварювальної дуги повинні задовольняти таким вимогам:
1. напруга холостого ходу, тобто напруга на затискачах джерела живлення при розімкнутому зварювальному ланцюзі, повинне бути достатнім для запалювання дуги, але не перевищувати безпечну для зварювальника величину (60-65 В);
2. потужність джерела струму повинна бути достатньою для живлення дуги необхідним струмом;
3. джерела живлення дуги повинні мати пристрій для плавного регулювання струму в потрібні для зварювання межах;
4. мати невелику вагу, розміри, а також бути зручними в експлуатації.

## 1. Вимоги для джерела живлення.
Зварювальний пост для ручного дугового зварювання оснащується джерелом живлення, струмопідведення, необхідними інструментами, приладдям і пристроями. Зварювальні пости можуть бути стаціонарними і пересувними. До стаціонарним відносять пости, розташовані в цеху, переважно в окремих зварювальних кабінах, в яких зварюють вироби невеликих розмірів. Пересувні зварювальні пости, як правило, застосовують при монтажі великогабаритних виробів (трубопроводів, металоконструкцій тощо) і ремонтних роботах. При цьому часто використовують переносні джерела живлення. Залежно від зварювальних матеріалів і застосовуваних електродів для ручного дугового зварювання застосовують джерела змінного чи постійного струму з крутопадаючих характеристикою. Основним робочим інструментом зварника при ручному зварюванні служить Електродотримачі, що призначений для затиску електрода й проведення зварювального струму. Застосовують Електродотримачі пружинного, пластинчастого і гвинтового типів. Згідно з ГОСТ 14651-78 Електродотримачі випускають трьох типів у залежності від сили зварювального струму: 1 типу — для струму 125 А; 2 — 125—315 А; 3-315-500 А. Для підведення струму від джерела живлення до Електродотримачі і виробу використовують зварювальні проводи. Переріз проводів вибирають за встановленими нормативами для електротехнічних установок (5-7 А/мм²). До допоміжних інструментів для ручного зварювання відносяться: сталеві дротяні щітки для зачищення крайок перед зварюванням і для видалення з поверхні швів залишків шлаку, молоток-шлаковідділювач для видалення шлакової кірки, особливо з кутових і кореневих швів в глибокій обробленні, зубило, набір шаблонів для перевірки розмірів швів, сталеве клеймо для клеймування швів, метр, сталева лінійка, висок, кутник, рисувалка, крейда, а також ящик для зберігання і перенесення інструменту.

## 2.Зварювальні перетворювачі для ручного дугового зварювання (ПД-501, ПСО-300-2, ПСО-315М, ПД-305).
Для ручного зварювання призначені перетворювачі ПСО-300-2, ПСО-315 М и ПД-502 з колекторними генераторами и перетворювач ПД-305 з вентильним генератором. Вимоги до зварювальних перетворювачів сформульовані в ГОСТ 723782 Е. перетворювач ПД-502 складається з колекторного генератора незалежного збудження ГД-502 з падаючими зовнішніми характеристиками та електродвигуна, поміщених в одному корпусі на колесах. Якір генератора з колектором обертається на одному валу з електродвигуном. Полюси генератора закріплені в корпусі. На корпусі в розподільчому пристрої розташована вся апаратура управління струмом. За допомога додаткового кабелю реостат можна переносити на відстань до 20 м. Незалежна обмотка збудження живиться від однієї з фаз мережі через ферорезонансний стабілізатор напруги та випрямляч V. Одночасно з пуском електродвигуна включається ланцюг незалежного збудження. Падаюча зовнішня характеристика виході завдяки дії розмагнічення послідовної обмотки. Для ступінчастого регулювання режиму послідовна обмотка секційована. При включенні в роботу часткового або повно числа її витків отримуються відповідно в діапазоні великих і малих струмів. Перед пуском перетворювач необхідно встановити перемичкою на дошці затискачів в положенні 300 або 500 в залежності від вибраного | режиму зварювання. Пуск перетворювача здійснюють електродвигуном. При першому пуску слід перевірити обертання якоря. Якір повинен обертатися проти годинникової стрілки, якщо дивитись з боку колектора. При неправильному напрямі обертання варто поміняти місцями два будь-яких дроти підключення електродвигуна до мережі живлення. Після пуску можна приступити до зварювання, встановивши потрібну силу струму регулювальним реостатом R.
Перетворювачі ПСО-315М та ПСО-300-2 мають колекторні генератори з самозбудженням. Готують і включають їх до роботи так само, як перетворювач ПД-5.02.
У перетворювачі ЛД-305 сила зварювального струму регулюється дистанційно реостатом, підключеним до коробки управління кабелем.

## 3. ЗАГАЛЬНІ ВІДОМОСТІ ПРО ДЖЕРЕЛА ЖИВЛЕННЯ.
Джерела живлення зварювальної дуги — електричні машини і апарати забезпечують живлення дуги струмом і вимоги стійкого горіння зварювальної дуги та технологічного процесу. В залежності від призначення джерела повинні забезпечувати: надійне запалювання та стабільне горіння дуги, еластичність, саморегулювання дуги, встановлення та підтримання заданого режиму зварювання, можливість регулювання режиму в деяких межах, хороший перенос металу та формування швів, мале розбризгування, та в кінцевому підсумку одержання високоякісного зварювального сполучення. Наряду з цим джерело повинно бути легким, економним, надійним і безпечним у експлуатації. Основним вузлом сучасних джерел змінного зварювального струму є спеціальний, як правило, однофазний зварювальний трансформатор тієї чи інший конструкції. Трансформатор поділяє зварювальне коло і силову мережу, знижує напругу мережі до необхідного для зварювання значення, самостійно чи в комплекті з додатковими приладами забезпечує формування необхідних статичних зовнішніх характеристик і регулювання зварювального струму. Конструкції зварювальних трансформаторів надто різноманітні. В залежності від засобу регулювання струму їх можна розділити на дві групи приладів — з механічним і електричним регулюванням. У першу групу входять прилади, зв'язані з застосуванням рухомих обмоток і секцій магнітопроводів, в другу — прилади, які зв'язані з підмагнічуванням магнітопроводів постійним струмом і тиристорним регулюванням. При ручному дуговому зварюванні використовуються в основному трансформатори з механічним регулюванням. В комплекті з захисним щитком або маскою та найпростішим інструментом зварювальника (електрододержач, струбцина для заземлення, щітка, молоток та ін.) вони складають основне обладнання посту для ручного зварювання. Діапазон номінальних струмів трансформаторів для ручного дугового зварювання 125—500 А.Для зварювання під шаром флюсу використовуються лише трансформатори з електричним регулюванням, що дозволяють забезпечити стабілізацію режиму при коливаннях напруги мережі та просте дистанційне регулювання. При багатодуговому зварюванні, живлення кожної зварювальної дузі здійснюється від самостійного однофазного джерела, що дозволяє виробляти незалежне регулювання режиму кожної дуги. Для рівномірного навантаження мережі при тридуговому зварюванні, джерела вмикають у різні фази, а при дводуговому — за симетричною двофазною схемі. Діапазон номінальних струмів трансформаторів для зварювання під флюсом 1000—2000А. При зварюванні на постійному струмі широко застосовуються випрямлячі. В сучасні часи випускаються як однопостові, так і багатопостові випрямлячі. Для ручного дугового зварювання та зварювання під флюсом випускають випрямлячі із зовнішніми крутоспадними характеристиками, для механізованого зварювання плавким електродом у захисних газах — випрямлячі з похилоспадними (жорсткими) характеристиками. А також для всіх видів зварювання з універсальними (крутоспадними та пологоспадними) зовнішніми характеристиками. Випрямлячі мають різні системи регулювання струму та напруги. Випрямлячі випускаються на струми від 100 до 1600А. Широке застосування мають зварювальні перетворювачі та апарати з колекторними і вентильними генераторами на номінальні струми 315, 500А. У склад устаткування для аргонодугового зварювання, окрім джерела живлення з електричним регулюванням, входять пристрій для первинного збудження дуги і стабілізації її горіння в процесі зварювання, пристрій для обмеження чи регулювання постійного зварювального струму, апаратура керування циклом зварювання програматор імпульсних режимів. Такі комплексні прилади, які скомпоновано у загальному кожуху, отримали назву установок для аргонодугового зварювання. В склад постів для ручного зварювання входить комплект зварювальних пальників. Устаткування для аргонодугового зварювання випускаються по галузевим технічним умовам на номінальні струми 315 і 500 А.
До переваг джерел живлення для зварювання змінним струмом слідує віднести також простоту їхнього виготовлення, високий ККД. Однак недостатня стійкість горіння дуги обмежує можливості використання змінного струму при зварюванні електродами деяких марок, а також при зварюванні в захисних газах. В ІЕЗ розроблена серія трансформаторів із стабілізаторами та можливостями джерел інверторного типу, які мають напругу холостого ходу близько 45В і забезпечують можливість зварювання змінним струмом електродами типу УОНИ, ОЗЛ та іншими, зварювання змінним струмом у С02 або в суміші С02 з аргоном та киснем. Основною особливістю інверторних джерел є те, що живлення інвертора здійснюється крізь випрямляч безпосередньо від мережі змінного струму (однофазного чи трьохфазного) без проміжного понижувального трансформатора промислової частоти, а напруга високої частоти на виході інвертора трансформується та випрямляється. Ці джерела мають малі масо-габаритні характеристики у порівнянні з існуючими — завдяки використанню в них високочастотного перетворювання (вхідний трансформатор відсутній). Мінімальні масо — габаритні характеристики джерел і достатньо високий ККД зумовлюють перспективність їх застосування для дугового зварювання. Дуже перспективними є також джерела живлення з індуктивними накопичувачами енергії (ІНЕ). Судячи по публікаціям, розробка таких джерел за кордоном доки не ведеться. Дослідження, проведені ІЕЗ, показали, що джерела, створені на базі індуктивних накопичувачах енергії, володіють добрими технологічними властивостями дозволяють значно підвищити стійкість процесу горіння дуги. При цьому дуга достатньо еластична та ускладнені обриви її при впливі факторів, що обурюють. Найперспективнішою галуззю застосування джерел із індуктивними накопичувачами є зварювання сплавів, з компонентами, які легко випаровуються, наприклад, зварювання високоміцних алюмінієвих сплавів типу 01420 (системи, що складаються із алюміній — магній — літій) і інших. По вигляду статичних зовнішніх характеристик джерела струму можна розподілити на джерела з крутоспадними (КЗХ) і пологоспадними, або «жорсткими» (ЖЗХ), зовнішніми характеристиками. Джерела, що мають водночас обидва види зовнішніх характеристик, отримали назву універсальних. Статичною зовнішньою характеристикою джерела називають залежність напруги вторинного кола від струму U2 = f(I2). Струм вторинного кола є зварювальним струмом. Вторинна напруга при роз'єднаному зварювальному ланцюзі називається напругою холостого ходу U20, а при деякому значенні зварювального струму -робочою напругою навантаження на клемах джерела. Вигляд зовнішніх характеристик джерела зазвичай пов'язаний з особливостями зварювального процесу, для якого призначене джерело. Вимоги до виду зовнішніх характеристик визначають такі показники зварювального процесу, як тип електрода (плавкий, неплавкий), характер середовища, у якій відбувається зварювання (відкрита дуга, дуга під флюсом, в захисних газах), ступінь механізації процесу (ручне, напівавтоматична, автоматичне зварювання), засіб регулювання режиму горіння дуги (саморегулювання, автоматичне регулювання напруги дуги).Так, для ручного дугового зварювання покритими плавкими електродами, аргонодугового зварювання вольфрамовим електродом, механізованого зварювання під флюсом на автоматах з регулюванням швидкості подачі електродного дроту в залежності від напруги дуги використовуються крутоспадаючі зовнішні характеристики (КЗХ). При КЗХ джерело працює в режимі регулятора зварювального струму. При цьому зварювальний струм може регулюватися в діапазоні від мінімального Ід1 до максимального Ід2 значення повільне або поступове. По технологічним (зварювальним) і економічним міркуванням часто використовують повільно-поступове регулювання, коли дві (або більш) ступені регулювання поєднується з повільним регулюванням у межах кожного ступеня. Зварювальний струм при КЗХ регулюється при приблизній постійності напруги холостого ходу U20. При повільно-поступовому регулюванні перехід на ступінь малих струмів супроводжується підвищенням напруги холостого ходу U20.Кожному значенню зварювального струму відповідає певне умовне значення робочої напруги. Так, при ручному дуговому зварюванні окремими електродами згідно з вимогами ГОСТ 95-77 робоча напруга (у вольтах) і зварювальний струм зв'язані співвідношенням:
U2=20+0,04•I2
Кожному виду зварювання відповідає певна крутизна нахилу КЗХ. Так, наприклад, найкрутіші характеристики використовуються для аргонодугового зварювання, більш похилі — для ручного зварювання штучними електродами, ще більш похиліші — для зварювання під флюсом.
Регулювання довжини дуги у процесі зварювання при КЗХ здійснюється рукою зварювальника або системою регулювання довжини дуги зварювального автомата.
При автоматичному зварюванні під флюсом при постійній, не залежної від напруги дуги швидкості подачі електродного дроту використовуються ПЗХ.
Джерело живлення при ПЗХ працює як регулятор напруги. Робоча напруга регулюється у заданих межах від мінімального U21 до максимального U22 значення, причому діапазон регулювання робочої напруги вибирається у точній строгій відповідності із заданим діапазоном зварювального струму від Ід1 до Ід2
Регулювання напруги при ПЗХ також може бути повільним, поступовим та змішаним. Значення зварювального струму визначається швидкістю подачі електродного дроту, а джерело живлення задає напругу дуги і забезпечує саморегулювання довжини дуги.
Згідно зі стандартами на зварювальні джерела, розрізняють три типових режиму роботи:.
1) тривалий — режим роботи при незмінному навантаженні.
2) змінний- режим, при якому короткочасні періоди навантаження чергуються з періодами роботи джерела на холостому ходу. Режим характеризується відносною тривалістю навантаження
ПН=tн/(tн+tх) або у відсотках ПН =tн/(tн+tх)•100,
3) повторно — короткочасний режим, при якому короткочасні навантажувальні періоди чергуються з періодами відключення силового кола джерела від мережі. Режим характеризується відносною тривалістю включення
ПВ =tн/(tн+tо) або у відсотках ПВ = tн/(tн+tо)100,
Тривалість циклу роботи при змінному та повторно- короткочасному режимах 5 хвл для джерел ручного дугового зварювання і 10 хвл для джерел механізованого зварювання.
Номінальний струм джерела І2ном завжди пов'язаний із режимом роботи, на який розраховано дане джерело. Наприклад, І2ном=ЗІ5А, ПВ=60%.
Тривало допустимий по нагріву струм джерела І2тр зв'язаний з номінальним зварювальним струмом і режимом роботи наступним співвідношенням:
І2тр=І2ном або І2тр=І2ном,
Джерела зварювального струму згідно з вимогами ГОСТ 15150-69 виготовляються у кліматичних виконаннях У, УХЛ, Т, для категорій розміщення 1,2, 3 і 4.
Усі вітчизняні джерела зварювального струму розраховані для праці в атмосфері (II), характерної для машинобудівних промислових підприємств.
Джерела виконання У і УХЛ призначені для роботи в мікрокліматичних районах СНД з помірним (У) та помірним і холодним (УХЛ) кліматом та для постачання на експорт до відповідної країни. Джерела виконання Т призначені для постачання на експорт в країни з тропічним кліматом.
Джерела категорії 1 призначенні для роботи на відкритому повітрі.
Джерела категорії розміщення 2 призначені для експлуатації під навісом, в наметах, у закритих кузовах та причепах, у металевих приміщеннях без теплоізоляції; джерела категорії розміщення 3 — для експлуатації в опалюваних або неопалюваних закритих приміщеннях; джерела категорії розміщення 4 — для експлуатації у закритих приміщеннях з штучним регулюванням температури та вологості.
Для зварювального обладнання виконання У2, УЗ, УХЛ2, УХЛЗ встановлені граничні робочі температури від −40 до +40 °C, для виконання У3.1, УХЛ3.1 — від −10 до +40 °C, для виконання УХЛ4 — от +1 до+35°С, для виконання Т2, ТЗ — від −10 до +45 ?С, для виконання Т4 — від +1 до +45 °C.
Температура транспортування для кожного виконання від −50 до +50 °C.
Ступінь захисту оболонок з ГОСТ 14254-80 для трансформаторів ручного дугового зварювання прийнята ІР22, для трансформаторів для автоматичного зварювання та обладнання аргонодугового зварювання — не нижче ІР21
Конструкції усіх джерел струму має задовольняти вимогам безпеки з ГОСТ 12.2.007.0-75, ГОСТ 12.2.007.8-75 і ГОСТ 12.1.003-83.
Кожному джерелу присвоюється умовна позначка типу виробу, що складається з літерної та цифрової частини. Перша літера означає вигляд виробу (Т трансформатор, У — устаткування), друга — вид зварювання (Д — дугова), третя — засіб зварювання (Ф — під флюсом, Г — у захисних газах, відсутність літери означає ручне дугове зварювання); четверта дає подальше пояснення виконання виробу (Ж — з жорсткими характеристиками, М або 3 — з механічним або електричним регулюванням). Дві чи три цифри після риски вказують значення номінального зварювального струму в десятках ампер, наступна цифра — реєстраційний номер виробу. Наступна цифра означає номер модифікації (якщо така є), а наступна буква та цифра — кліматичне виконання та категорію розміщення.
Так, найменування ТДМ-317-1У2 позначає: трансформатор для ручного дугового зварювання з механічним регулюванням на струм 315А, реєстраційний номер 7, модифікація 1 (з обмежувачем напруги холостого ходу), виконання У, категорія розміщення 2.
Приклад запису позначки виробу при його замовленні: Трансформатор зварювальний ТДМ-317-1У2, 380В, 50 Гц, ГОС

## Установки електронно-променевого зварювання.
Електронно-променеве зварювання — зварювання плавленням, при зварюванні використовується кінетична енергія електронів у вакуумі і переведення цієї енергії в теплоту для проплавлення металу. Електронний промінь, як технологічний інструмент, може нагрівати, плавити і випаровувати практично всі матеріали, зварювати і забезпечувати розмірну обробку, наносити покриття. Універсальність методу дозволяє використовувати те ж обладнання для різних технологій. Для формування променю і управління ним використовують спеціальні пристрої — «електронні гармати».Електронний промінь використовують для зварювання великих товщин (200 … 500 мм). Основні параметри режиму — сила струму, напруга променю, швидкість зварювання. Ефективний ККД становить 0,7 — 0,9.
Тепер все ширше використовуються тугоплавкі, жароміцні, корозійностійкі, радіаційностійкі матеріали. Для їх зварювання потрібні спеціальні види зварювання плавленням, де температура в зоні зварювання досягає величини в 1000 разів більшою, ніж у традиційних джерел. Такі температури дасть потік електронів або фотонів. Висока щільність енергії в малому плямі нагріву — ось ті переваги, які дають авангардні види зварювання.
Електронно-променеве зварювання. Основний компонент — електронний промінь, який створюється спеціальним приладом — електронною гарматою, яка схематично представлена на рис. 1.Гармата має катод 2 який може нагріватися до високих температур. Катод розміщений всередині прікатодном електрода 3. На деякій відстані від катода знаходиться прискорювальний електрод (анод) 4 з отвором. Електрони, що виходять із катода, фокусуються за допомогою електричного поля між прікатодном і пришвидшує електродами в пучок діаметром, рівним діаметру отвору в аноді 4. Позитивний потенціал прискорювального електрода може досягати декількох десятків тисяч вольт, тому електрони, що випускаються катодом, на шляху до анода набувають значної швидкості й енергії. Живлення гармати електричною енергією здійснюється від високовольтного джерела постійного струму 5.Для збільшення щільності енергії в промені після виходу електронів з першого анода електрони фокусуються магнітним полем в спеціальній магнітній лінзі б, Сфальцьовані в щільний пучок летять електрони вдаряються з великою швидкістю про малу майданчик (пляма нагріву) на виробі 1, при цьому кінетична енергія електронів внаслідок гальмування перетворюється на теплоту, нагріваючи метал до дуже високих температур. Для переміщення променя по виробу, що зварюється на шляху електронів поміщають магнітну відхилювальну систему 7, що дозволяє встановлювати промінь точно по лінії зварювання.
Сам по собі електронний промінь може досягати таких значень, що робить можливим застосування його при зварюванні великої товщини — до 500 мм. Лазерне зварювання. Це принцип використання світлового променя, який генерує оптичний квантовий генератор. У чому його суть? За рахунок надходження електричної, хімічної або іншої енергії атоми активної речовини переходять в збуджений стан. Через деякий час збуджений атом сам починає випромінювати отриману енергію у вигляді фотона і потім повертається у свій вихідний стан.

## 5.Застосування самохідних автоматів зварювання підвісного типу.
Для дугового зварювання виробів з різними формою і розмірами зварних швів (криволінійні шви, шви з перемінним перетином і т. д.) широко застосовують автомати підвісного типу. У більшості випадків ці автомати самохідні. Їх переміщення здійснюється по напрямної рейки за допомогою самохідного візка. Залежно від способу зварювання автомати підвісного типу можуть бути укомплектовані джерелом змінного або постійного струму, які забезпечують номінальний зварювальний Ток і мають необхідну зовнішню характеристику. Вітчизняна промисловість на базі уніфікованих вузлів випускає серію (А-1400) підвісних самохідних зварювальних автоматів, призначених для дугового зварювання під флюсом вуглецевих сталей, — А-1401, А-1410; для дугового зварювання в середовищі вуглекислого газу вуглецевих сталей — А-1417; для дугового зварювання в середовищі інертного газу виробів з алюмінію і його сплавів — А-1431 і т. д. Зварювальні автомати серії А-1400 розраховані на тривалу роботу і можуть застосовуватися як самостійно, так і входити в комплект зварювальних автоматичних ліній. Відмітна особливість зварювальних автоматів серії А-1400 — їх придатність для дугового зварювання різних типів швів. Ці зварювальні автомати забезпечують широкий діапазон регулювання режимів зварювання, а також можливість швидкого переналагодження при зміні зварювальної технології. У конструкцію автоматів для дугового зварювання під флюсом серії А-1400 входять такі уніфіковані вузли: супорт /; подавальний механізм 2: механізм 3 вертикального переміщення; самохідний візок 4 \ флюсова апаратура 5; касета 6 з електродним дротом; пульт управління 7. При дугового зварювання в середовищі захисного газу в автоматі А-1417 або А-1431 флюсової апаратури за змінюють газової, а мундштук — зварювальний пальником. В автоматі серії А-1400 застосована схема тягне подавальний механізму, що забезпечує рівномірну подачу електродного дроту як сталевий, так і алюмінієвою. Зварювальний автомат А-1411П призначений для дугового зварювання в середовищі вуглекислого або інертного газу сталевий електродним дротом суцільного перетину виробів типу балок, ребер жорсткості тощо. Відмінна особливість автомата А-1411П — збільшення майже в 2 рази вертикального і горизонтального переміщення (ходу) зварювальної головки в порівнянні зі зварювальними автоматами серії А-1400, а також можливість забезпечення системою стеження за стиком шва і його пошуку перед початком зварювального процесу. Зварювальний автомат АТ-111 призначений для дугового зварювання плавким електродом в середовищі захисного газу криволінійних стикових швів, а також виробів з змінне перетин оброблення зварюваних кромок. Автомат АТ-111 складається з уніфікованих вузлів: зварювальної головки /, системи підвіски 2, яка подає механізму 3 з касетою для електродного дроту. Коригування зварювальної голівки щодо посадкового отвору виконують вручну в режимі налагодження за допомогою спеціального пристрою. Коригування вважається закінченою, якщо зварювальна головка збігається з початком шва зварювальних деталей. Зварювальна головка автомата АТ-111 забезпечена механізмом коливання електрода з постійною швидкістю і реверсивним електродвигуном. При зварюванні зварювальна головка переміщається по ширині шва. Зміна напрямку руху зварювальної головки відбувається за сигналом, сформованому при наїзді зварювальної головки на кромку деталі, що зварюється. Цим забезпечується контроль за напрямком руху зварювальної голівки і шириною оброблення зварюваного стику. В автоматі АТ-111 застосована схема штовхає подаючого механізму, що забезпечує рівномірну подачу електродного дроту в зону зварювальної дуги. Як захисний газ застосовується суміш аргону з киснем. Для дугового зварювання виробів з титану і його сплавів товщиною 6-80 мм вітчизняна промисловість випускає зварювальний автомат АТ-143, виконаний з уніфікованих вузлів. Цей автомат дозволяє зварювати шви будь-якої конфігурації: поздовжні, кільцеві як по зовнішній поверхні діаметром 2000-4000 мм, так і з внутрішньої-діаметром не менше 1600 мм. При обробленні кромок зварюваних деталей для зварювання використовують плавящийся електрод або плавиться з присадочной дротом, а без розбирання — тільки не плавиться. Автомат АТ-143 має напрямну рейку, розташований у вертикальній площині, за яким самохідний візок автомата переміщається на маршової або робочої швидкості. З цією метою самохідний візок має два електродвигуни постійного струму. Зварювання кільцевих швів забезпечується одночасним переміщенням автомата у вертикальній і горизонтальній площинах за допомогою супортів вертикального і горизонтального ходу. Координати переміщення змінюються за заданою програмою. Переналагодження автомата АТ-143 для зварювання плавким і неплавким електродом полягає в заміні зварювальних головок. При зварюванні плавким електродом в автоматі використовують уніфіковані зварювальні пальники типу ГПА, а при зварці неплавким електродом — уніфіковані зварювальні пальники типу ДПА. При зварюванні титану плавиться, потрібна висока стабілізація напруги дуги (± 0,2 В). Тому уніфікована зварювальний пальник забезпечена малогабаритним електродвигуном МС-160, за допомогою якого через гвинтову пару і цангодержатель плавиться, може переміщатися по вертикальній осі в невеликих межах, стабілізуючи напруга дуги. Зварювальні пальники, рухаючись по виробу, переміщають повзуни, призначені для газового захисту зони дуги. Повзуни являють собою гнучке з'єднання окремих секцій і можуть приймати конфігурацію стику зварюваних деталей. Контроль за переміщенням зварювального пальника по стику здійснюється вугільним датчиком, вихід якого підключений до системи, управління СУ-132 або аналогічного типу. Вітчизняна промисловість випускає уніфіковані вузли, що дозволяють компонувати зварювальні автомати як підвісного, так і тракторного типу. Ці автомати мають незначні конструктивні відмінності, зумовлені зварювальної технологією.

## Перелік посилань
1. Александров О. Г., Заруба І. І., Пінковський І. В. «Будова та експлуатація устаткування для зварювання плавлення.» — К: Техника — 1988. — 176 с.
2. Браткова О. Н. « Источники питания для дуговой сварки» — М: Высшая школа — 1982. — 182 с.
3. Лаужадис А. И. «Влияния характеристик источника питания на эластичность дуги при сварке покрытыми электродами» // Автоматическая сварка, 1976, № 2 — с. 5—7.
4. Лаужадис А. И. «Влияния параметров источника питания на разбрызгивание металла при сварке покрытыми электродами» // Автоматическая сварка, 1976, № 4 с. 24—27 с.
5. Заруба И.И. «Условие устойчивости процесса сварки с короткими замыканиями» // Автоматическая сварка 1971, № 2. — 1—4 с.
6. Милютин В. С., Коротков В. А. «Источники питания для сварки» Челябинск: Металлургия Урала, 1999. — 368 с.
7. Пинчук И. С. и др. «Стабилизация переноса и снижение разбрызгивания металла при сварке в углекислом газе короткой дугой.» Сварочное производство 1980, № 6 9—10 с.
8. Потапьевский А. Г. «Сварка в защитных газах плавящимся электродом.» М: Машиностроение 1974. — 240 с.
9. О. Кащенко. «Модернізація домашнього зварювального апарату» [Архівовано 14 вересня 2016 у Wayback Machine.]